# Uromyces hainanicus
Uromyces hainanicus är en svampart som beskrevs av J.Y. Zhuang & S.X. Wei 1999. Uromyces hainanicus ingår i släktet Uromyces och familjen Pucciniaceae.   Inga underarter finns listade i Catalogue of Life.